# عثة دودة ورق العنب
عثة دودة ورق العنب أو أبو الهول المُرَقّع أو صمْل الكرمة المخطّط (الاسم العلمي Celerio lineata) هي عثة من فصيلة عثث أبو الهول، هي حشرة كبيرة الحجم وذات ألوان متعددة وعاتمة، يبلغ طولها نحو 3,5-4 سم، ويبلغ طول يرقتها نحو 7-8 سم، ذات لون خضراء وخطوط صفراء طويلة،
وعلى كل حلقة من حلقات جسمها بقع صفراء يتوسط كلًا منها بقعة سوداء، أما العذراء يبلغ طولها نحو 4 سم، وهي تتغذى على أوراق
العنب وتؤدي إلى إفساد المحصول.
وتنتشر في كافة أنحاء أمريكا الوسطى والشمالية، وتتواجد أيضًا في المملكة العربية السعودية.